# Omphalodes commutata
Omphalodes commutata är en strävbladig växtart som beskrevs av G. López. Omphalodes commutata ingår i släktet lammtungor, och familjen strävbladiga växter. Inga underarter finns listade i Catalogue of Life.